# Frank B. Gary
Frank B. Gary (Cokesbury, 1860. március 9. – Charleston, 1922. december 7.) az Amerikai Egyesült Államok szenátora (Dél-Karolina, 1908–1909).